# 邁克和茉莉
邁克和茉莉（Mike & Molly）是一部美國電視劇，于2010年9月20日至2016年5月16日在CBS上播出，共6季127集。2016年1月12日，CBS宣布在第6季结束之后不再续订该剧。這部電視劇獲得了艾美獎喜劇類最佳女主角獎（梅麗莎·麥卡西）。

## 外部連結
- 官方网站
- 互联网电影数据库（IMDb）上《邁克和茉莉》的资料（英文）
- Vanity cards archive for Mike & Molly （页面存档备份，存于）